# پارک ملی بوجمولا
پارک ملی بوجمولا (به انگلیسی: Boodjamulla National Park) یک منطقهٔ مسکونی در استرالیا است که در کوئینزلند واقع شده‌است.